# Chlewki
Chlewki (deutsch Melkhof) ist ein Ort in der polnischen Woiwodschaft Ermland-Masuren. Er gehört zur Gmina Elbląg (Landgemeinde Elbing) im Powiat Elbląski (Kreis Elbing).

## Geographische Lage
Chlewki liegt im nördlichen Westen der Woiwodschaft Ermland-Masuren, sieben Kilometer westlich der früheren Kreisstadt Preußisch Holland (polnisch Pasłęk) bzw. 13 Kilometer südöstlich der heutigen Kreismetropole Elbląg (deutsch Elbing).

## Geschichte
Das seinerzeitige Dorf Melkhof war ein Vorwerk und bis zu 1945 ein Wohnplatz zu Weeskenhof (polnisch Rzeczna) im ostpreußischen Kreis Preußisch Holland. Im Jahre 1785 wurde es als königliches Vorwerk mit zwei Feuerstellen genannt, im Jahre 1820 als ebensolches mit 29 Einwohnern. Die Zahl der Einwohner belief sich im Jahre 1910 auf nur noch 25.
Als 1945 in Kriegsfolge das gesamte südliche Ostpreußen an Polen fiel, erhielt Melkhof die polnische Namensform „Chlewki“. Heute ist der Ort „nieoficjalny przysiółek wsi Węzina“ (= „nichtoffizieller Weiler des Ortes Węzina“ - Weeskendorf) innerhalb der Gmina Elbląg (Landgemeinde Elbing) im Powiat Elbląski (Kreis Elbing), von 1975 bis 1998 der Woiwodschaft Elbląg, seither der Woiwodschaft Ermland-Masuren zugehörig.

## Religion
Bis 1945 war Melkhof in die evangelische Stadtkirche Preußisch Holland (polnisch Pasłęk) in der Kirchenprovinz Ostpreußen der Kirche der Altpreußischen Union eingegliedert, ebenso auch in die dortige römisch-katholische Pfarrei St. Josef.
Seit 1945 gehört Chlewki evangelischerseits zur St.-Georgs-Kirche der Stadt Pasłęk und katholischerseits auch und wie bisher zur Pfarrei St. Josef der Stadt im Bistum Elbląg.

## Verkehr
Chlewki liegt an einer Nebenstraße, die in Krosno (Krossen) von der Woiwodschaftsstraße 527 abzweigt und bis nach Węzina (Weeskendorf) führt. Eine Bahnanbindung besteht nicht.